# Kanton Belvès
Belvès is een voormalig kanton van het Franse departement Dordogne. Het kanton maakte deel uit van het arrondissement Sarlat-la-Canéda. Het werd opgeheven bij decreet van 21 februari 2014, met uitwerking op 22 maart 2015. Alle gemeenten zijn opgenomen in het nieuwe kanton Vallée Dordogne.

## Gemeenten
Het kanton Belvès omvatte de volgende gemeenten:
- Belvès (hoofdplaats)
- Carves
- Cladech
- Doissat
- Grives
- Larzac
- Monplaisant
- Sagelat
- Saint-Amand-de-Belvès
- Sainte-Foy-de-Belvès
- Saint-Germain-de-Belvès
- Saint-Pardoux-et-Vielvic
- Salles-de-Belvès
- Siorac-en-Périgord